# Élections sénatoriales de 2008 dans les Ardennes
Les élections sénatoriales dans les Ardennes ont eu lieu le dimanche 21 septembre 2008. Elles ont eu pour but d'élire les sénateurs représentant le département au Sénat pour un mandat de six années.

## Contexte départemental
Lors des élections sénatoriales du 27 septembre 1998 dans les Ardennes, deux sénateurs ont été élus, un RPR et un UDF.
Depuis, tous les effectifs du collège électoral des grands électeurs ont été renouvelés, avec les élections législatives françaises de 2007, les élections régionales françaises de 2004, les élections cantonales de 2004 et 2008 et les élections municipales françaises de 2008.

## Rappel des résultats de 1998
| Candidat et parti politique | Candidat et parti politique | Candidat et parti politique | Premier tour | Premier tour | Second tour | Second tour |
| Candidat et parti politique | Candidat et parti politique | Candidat et parti politique | Voix         | %            | Voix        | %           |
| --------------------------- | --------------------------- | --------------------------- | ------------ | ------------ | ----------- | ----------- |
|                             | Maurice Blin                | UDF                         | 383          | 39,77        | 559         | 58,41       |
|                             | Hilaire Flandre             | RPR                         | 372          | 38,63        | 545         | 56,95       |
|                             | Élisabeth Husson            | PS                          | 293          | 30,43        | 346         | 36,15       |
|                             | Michel Daval                | UDF                         | 255          | 26,48        | 3           | 0,31        |
|                             | Jean Blanchemanche          | PS                          | 234          | 24,30        | 263         | 27,48       |
|                             | Bernard Saiselet            | PCF                         | 49           | 5,09         | 41          | 4,28        |
|                             | Régine Henry                | PCF                         | 48           | 4,98         | Retrait     | Retrait     |
|                             | Raymond Goury               | Verts                       | 22           | 2,28         | 43          | 4,49        |
|                             | Anne-Marie Delbé            | FN                          | 12           | 1,25         | 9           | 0,94        |
|                             | Émile Wagner                | FN                          | 11           | 1,14         | 9           | 0,94        |
|                             |                             |                             |              |              |             |             |
| Inscrits                    | Inscrits                    | Inscrits                    | 988          |              | 988         |             |
| Abstentions                 | Abstentions                 | Abstentions                 | 12           | 1,21         | 15          | 1,52        |
| Votants                     | Votants                     | Votants                     | 976          | 98,79        | 973         | 98,48       |
| Blancs et nuls              | Blancs et nuls              | Blancs et nuls              | 13           | 1,33         | 16          | 1,64        |
| Exprimés                    | Exprimés                    | Exprimés                    | 963          | 98,67        | 957         | 98,36       |

## Sénateurs sortants
| Sénateur | Sénateur     | Parti | Fonctions lors de l'élection en 1998               |
| -------- | ------------ | ----- | -------------------------------------------------- |
|          | Benoît Huré  | UMP   | Conseiller général, maire de Neuville-lez-Beaulieu |
|          | Marc Laménie | UMP   | Conseiller général                                 |

## Présentation des candidats et des suppléants
Les nouveaux représentants sont élus pour une législature de 6 ans au suffrage universel indirect par les 972 grands électeurs du département. Dans les Ardennes, les sénateurs sont élus au scrutin majoritaire à deux tours. Leur nombre reste inchangé, 2 sénateurs sont à élire. Ils sont 8 candidats dans le département, chacun avec un suppléant.
| T/S | Candidats | Candidats            | Parti | Principale fonction                                         |
| --- | --------- | -------------------- | ----- | ----------------------------------------------------------- |
| T   |           | Sylvain Dalla Rosa   | PCF   | Conseiller municipal de Charleville-Mézières                |
| S   |           | Régine Henry         | PCF   |                                                             |
| T   |           | Michèle Leflon       | PCF   |                                                             |
| S   |           | Jean-Claude Bauer    | PCF   |                                                             |
| T   |           | Manuel Ramalhete     | PS    |                                                             |
| S   |           | Françoise Cappelle   | PS    |                                                             |
| T   |           | Jean-Paul Bachy      | DVG   | Président du conseil régional                               |
| S   |           | Martine Descartes    | PS    |                                                             |
| T   |           | Philippe Mathot      | UMP   | Ancien député                                               |
| S   |           | Joël Richard         | UMP   |                                                             |
| T   |           | Benoît Huré          | UMP   | Sénateur sortant, président du conseil général              |
| S   |           | Élisabeth Faille     | UMP   |                                                             |
| T   |           | Marc Laménie         | UMP   | Sénateur sortant, conseiller général, maire de Neuville-Day |
| S   |           | Guy Deramaix         | UMP   |                                                             |
| T   |           | Éric Samyn           | FN    | Conseiller municipal de Sedan                               |
| S   |           | Marie-Claude Perotin | FN    |                                                             |

## Résultats
| Candidat et parti politique | Candidat et parti politique | Candidat et parti politique | Premier tour | Premier tour | Second tour | Second tour |
| Candidat et parti politique | Candidat et parti politique | Candidat et parti politique | Voix         | %            | Voix        | %           |
| --------------------------- | --------------------------- | --------------------------- | ------------ | ------------ | ----------- | ----------- |
|                             | Benoît Huré                 | UMP                         | 442          | 47,48        | 541         | 57,98       |
|                             | Marc Laménie                | UMP                         | 397          | 42,64        | 484         | 51,88       |
|                             | Jean-Paul Bachy             | DVG                         | 391          | 42,00        | 461         | 49,41       |
|                             | Philippe Mathot             | UMP                         | 183          | 19,66        |             |             |
|                             | Manuel Ramalhete            | PS                          | 172          | 18,47        |             |             |
|                             | Sylvain Dalla-Rosa          | PCF                         | 41           | 4,40         |             |             |
|                             | Michèle Leflon              | PCF                         | 38           | 4,08         |             |             |
|                             | Éric Samyn                  | FN                          | 14           | 1,50         |             |             |
|                             |                             |                             |              |              |             |             |
| Inscrits                    | Inscrits                    | Inscrits                    | 972          | 100,00       | 972         | 100,00      |
| Abstentions                 | Abstentions                 | Abstentions                 | 16           | 1,65         | 18          | 1,85        |
| Votants                     | Votants                     | Votants                     | 956          | 98,35        | 954         | 98,15       |
| Blancs et nuls              | Blancs et nuls              | Blancs et nuls              | 25           | 2,62         | 21          | 2,20        |
| Exprimés                    | Exprimés                    | Exprimés                    | 931          | 97,38        | 933         | 97,80       |